# Snyderina yamanokami
Espèce
Snyderina yamanokami est une espèce de poissons de la famille des Scorpaenidae.